# Dryopteris pauciflora
Dryopteris pauciflora là một loài thực vật có mạch trong họ Dryopteridaceae. Loài này được (Hook.) C. Chr. miêu tả khoa học đầu tiên năm 1905.